# Trasa Świętokrzyska
Trasa Świętokrzyska – budowana droga w Warszawie, mająca stanowić połączenie między centrum miasta a Targówkiem. Jej istniejącym fragmentem jest przebudowana ulica Sokola wraz z przedłużeniem do ul. Targowej oraz odcinek od ul. Kijowskiej na wysokości Dworca Wschodniego do ul. Zabranieckiej. W przyszłości dobudowany ma zostać odcinek od Targowej do okolic Dworca Wschodniego, gdzie połączy się z ul. Kijowską.

## Przebieg
Projekt zakłada połączenie przebudowanej ulicy Sokolej z Kijowską i jej przedłużenie do ul. Zabranieckiej. Trasa rozpoczyna się przy istniejącym od 2000 roku Moście Świętokrzyskim. Zrealizowany jest także łącznik od ul. Zamoyskiego do ul. Targowej. Dalej przejazd możliwy jest ulicą Kijowską i oddanym do użytku w 2017 przedłużeniem ul. Kijowskiej od okolic Dworca Wschodniego do ul. Zabranieckiej.

## Budowa trasy

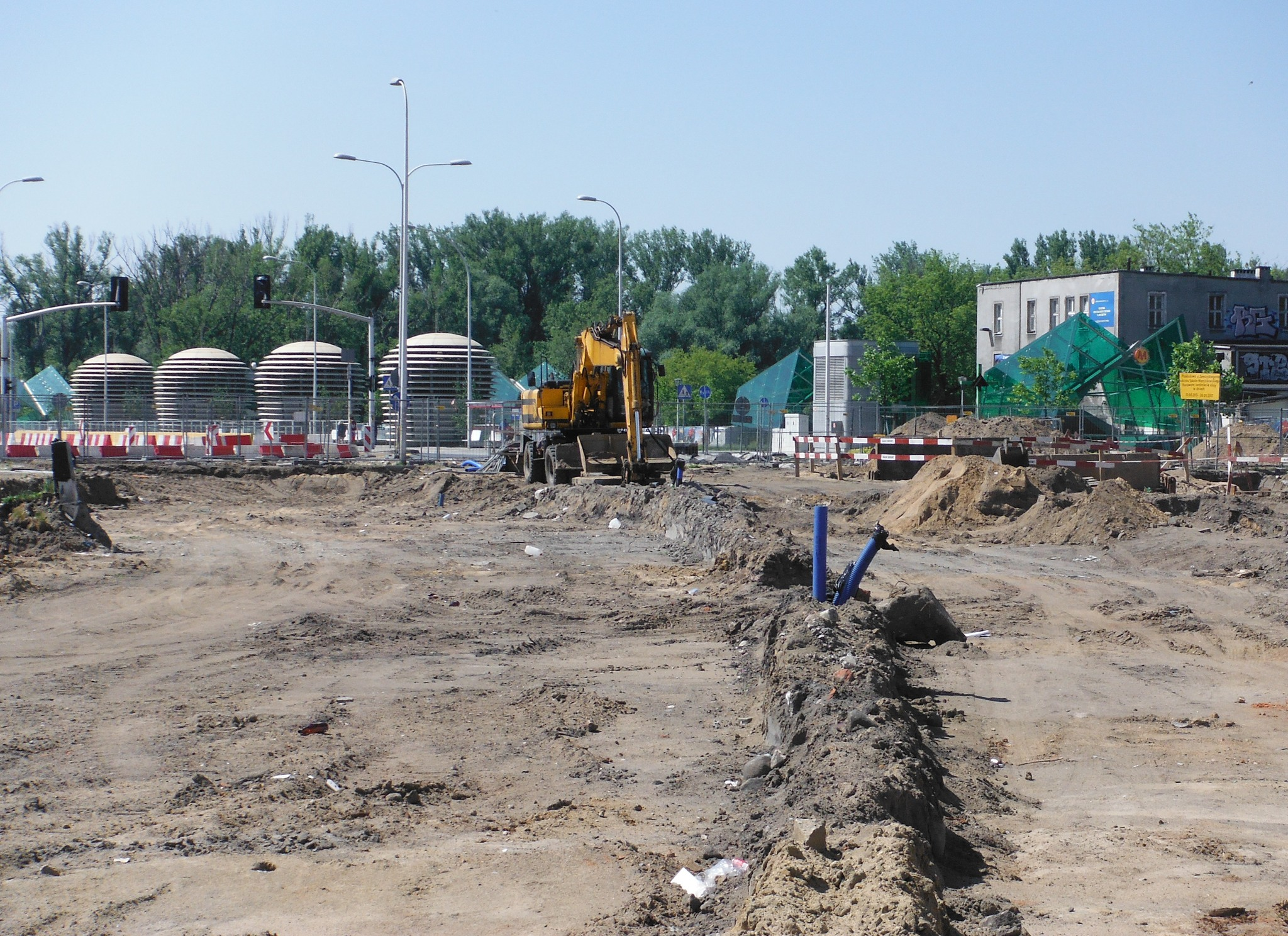
Budowa odcinka od Zamoyskiego do Targowej

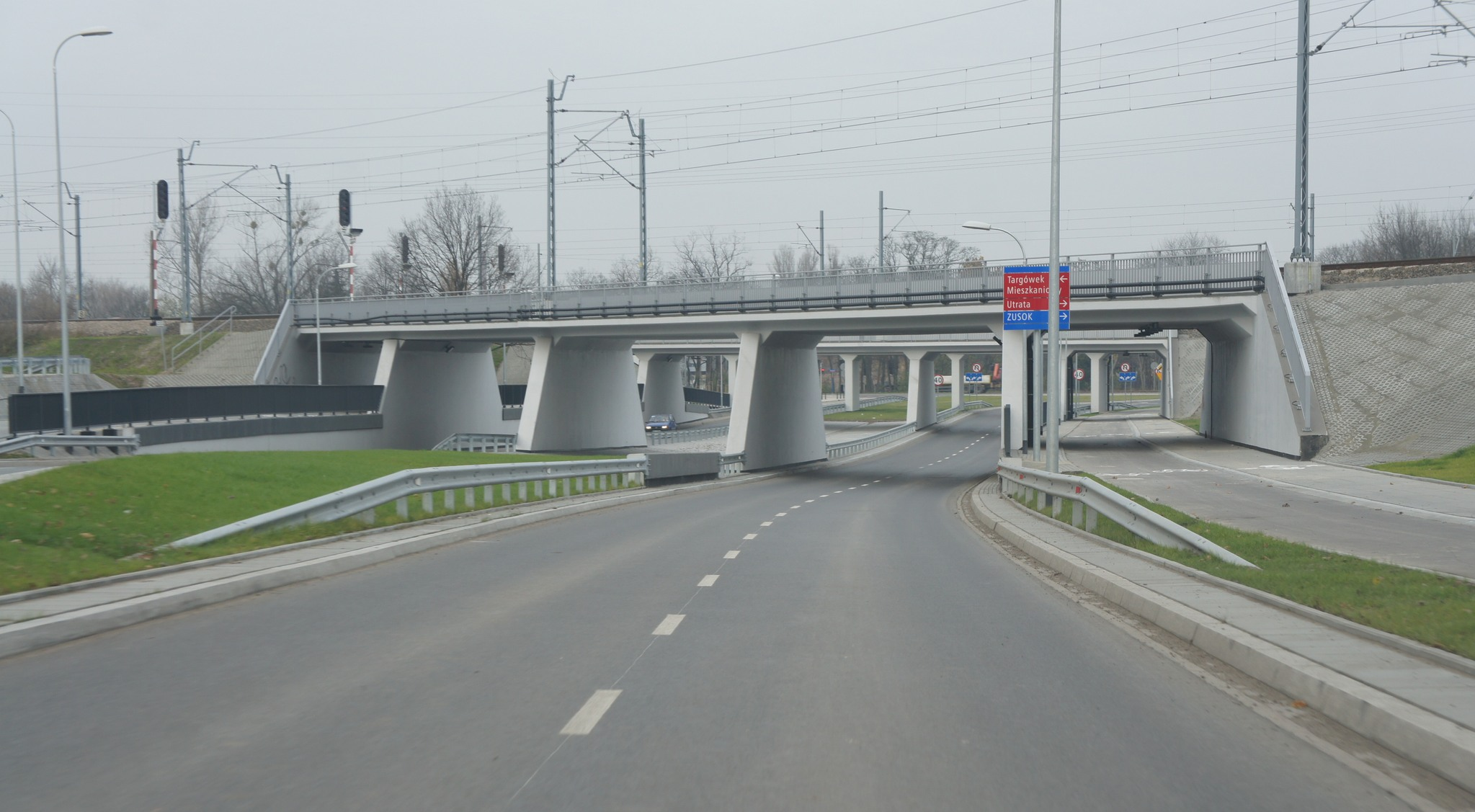
Odcinek w pobliżu Zabranieckiej

### Odcinek Wybrzeże Szczecińskie - ulica Zamoyskiego
W lipcu 2013 ogłoszono przetarg na realizację pierwszego odcinka (ok. 700 m) od Wybrzeża Szczecińskiego do ul. Zamoyskiego. Dwujezdniowa arteria (po dwa pasy w każdą stronę) miała zostać oddana do ruchu w drugiej połowie 2014 roku. Ruch na wybudowanej od nowa ul. Sokolej został przywrócony 30 września 2014.

### Odcinek ulica Zamoyskiego - ulica Targowa
Przetarg na wykonawcę odcinka łączącego ul. Sokolą z ul. Targową miał zostać ogłoszony do końca 2015, jednak ogłoszono go dopiero w listopadzie 2016. W lutym 2017 ogłoszono, że wpłynęły cztery oferty, a rozstrzygnięcie przetargu planowane miało nastąpić jeszcze w tym samym miesiącu. W marcu ogłoszono, że najkorzystniejsza oferta wpłynęła od konsorcjum Balzola Polska i Balzola Hiszpania, a pod koniec miesiąca poinformowano o podpisaniu umowy z tą firmą. Koszt określono na 11,5 mln złotych, a czas budowy na 8 miesięcy. Po ukończeniu budowy odcinka rozpoczęły się problemy z jego odbiorami. Jedną z przyczyn problemu z oddaniem jezdni do ruchu okazała się kwestia wymogu ustawienia ekranów akustycznych (zostały zainstalowane w kwietniu 2018). W maju 2018 ZMID poinformował, że odcinek nadal nie jest odebrany, a ponadto zlecono ekspertyzy dotyczące konstrukcji wykonanych ekranów, które potwierdziły, że ekrany wykonano wadliwie. Ulica nie została udostępniona do ruchu przez cały rok 2018, w lutym 2019 rzeczniczka Zarządu Miejskich Inwestycji Drogowych poinformowała o planach odwołania się w tej sprawie do Głównego Inspektoratu Nadzoru Budowlanego. 28 kwietnia 2019 poinformowano o intencji otwarcia odcinka drogi w kolejnym dniu.

### Odcinek ulica Targowa - Dworzec Wschodni
Aktualnie połączenie istniejących odcinków Trasy Świętokrzyskiej poprowadzone jest ulicą Targową i Kijowską. W przyszłości planowana jest budowa przedłużenia ulicy Sokolej wzdłuż nasypu kolejowego i połączenie z ul. Kijowską w okolicy Dworca Wschodniego, jednak w grudniu 2019 roku Rada Miasta zdecydowała o przesunięciu środków na ten cel z budżetu.

### Odcinek Dworzec Wschodni - ulica Zabraniecka
Wybór pierwszego odcinka związany był z budową II linii metra. Budowa drugiego chronologicznie odcinka - od Dworca Wschodniego do ul. Zabranieckiej - miała rozpocząć się w 2014 roku. W lutym 2015 podano informację, że o podpisanie kontraktu stara się 11 wykonawców, a w kwietniu Zarząd Miejskich Inwestycji Drogowych dokonał wyboru wykonawcy odcinka Trasy - budowę powierzono firmie Strabag, która miała zrealizować zadanie do 2017 (umowę podpisano w maju 2015). Budowa odcinka od ul. Kijowskiej do ul. Zabranieckiej rozpoczęła się w październiku 2015. Odcinek ten udostępniono dla ruchu 31 października 2017.

## Otoczenie
- Port Praski
- stacja kolejowa Warszawa Stadion
- stacja metra Stadion Narodowy
- Warszawa Wschodnia

## Galeria

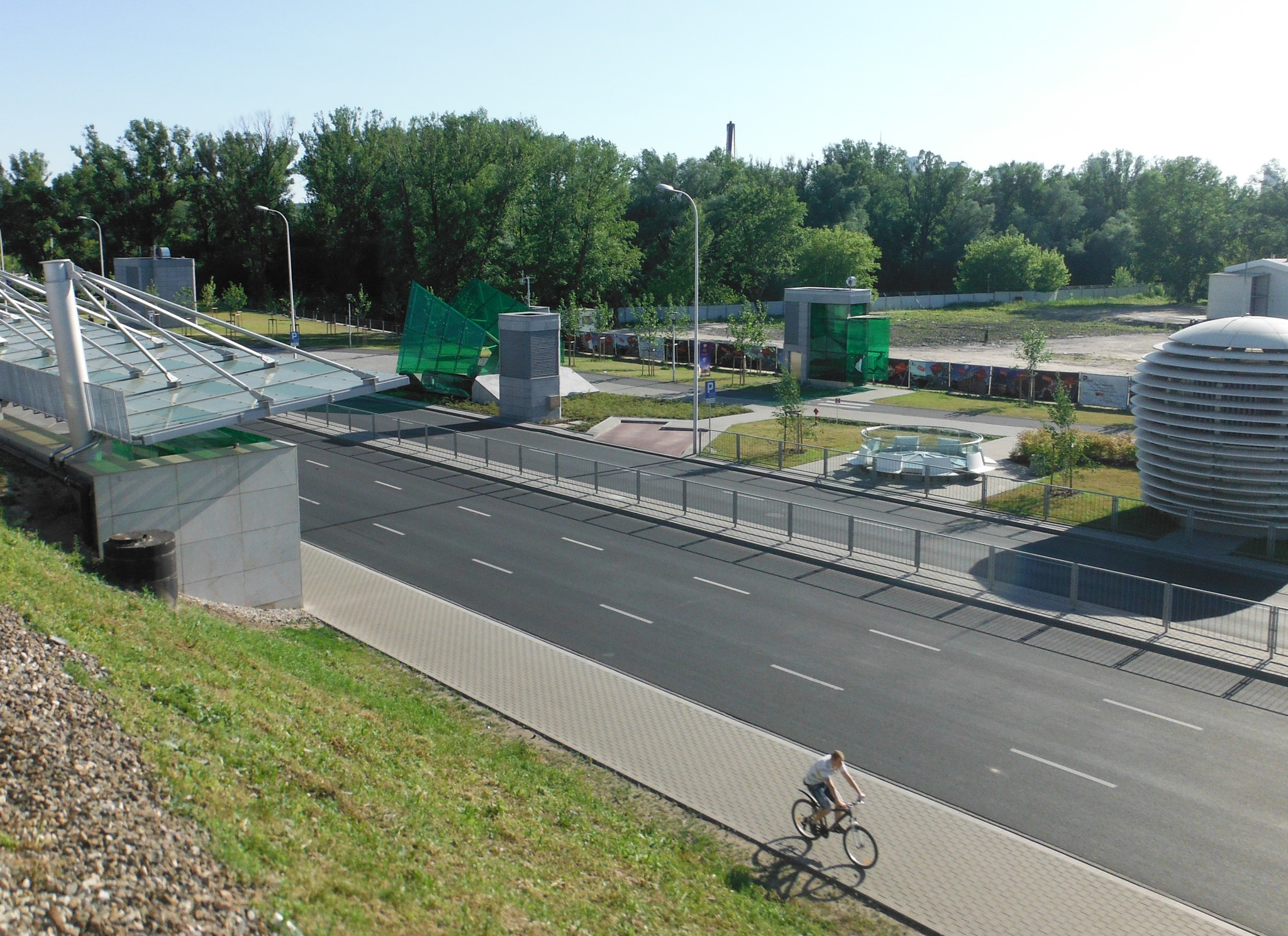
Widoczne wejścia na perony metra i stacji kolejowej
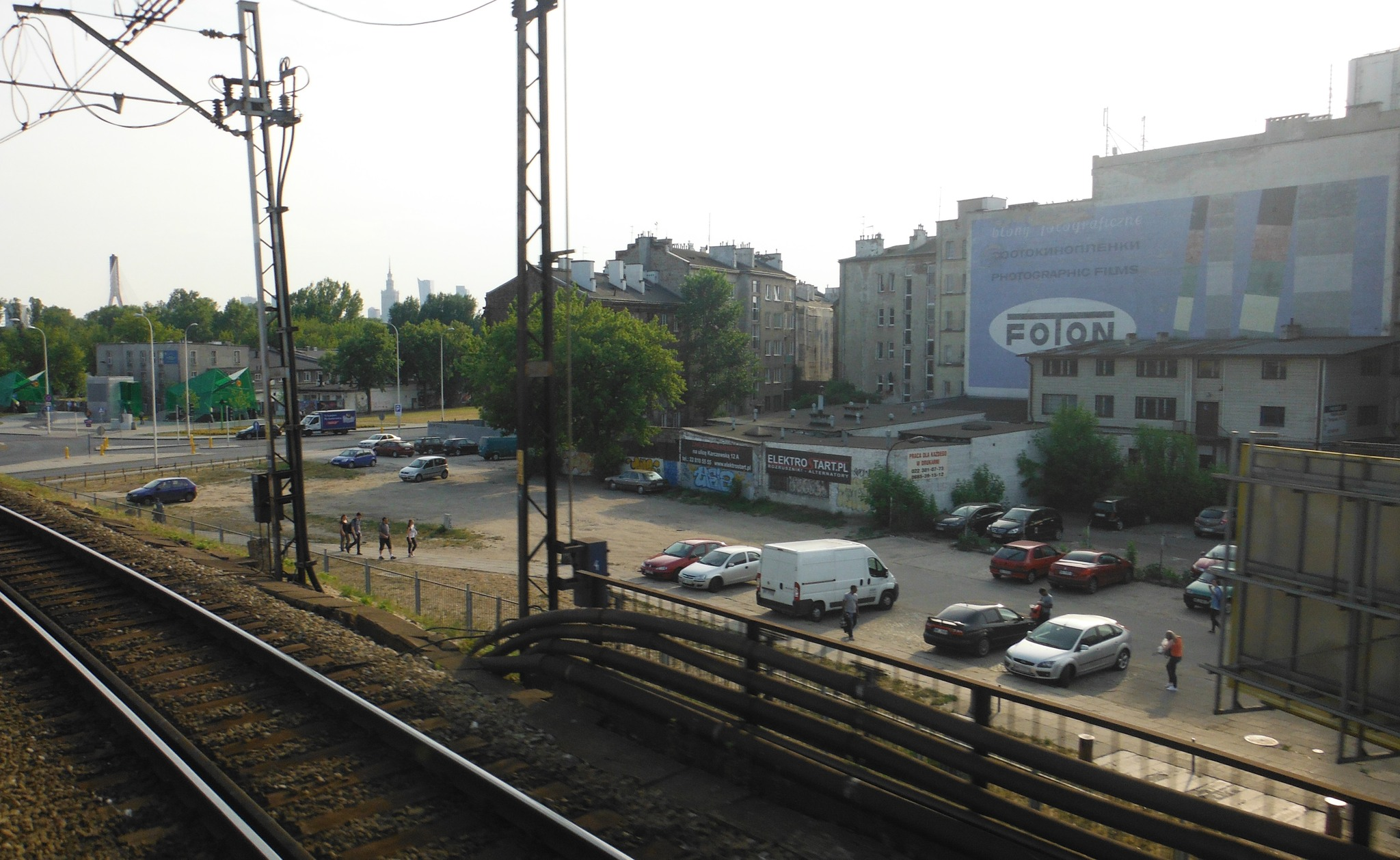
Dawna rezerwa terenu pod przedłużenie do ul. Targowej
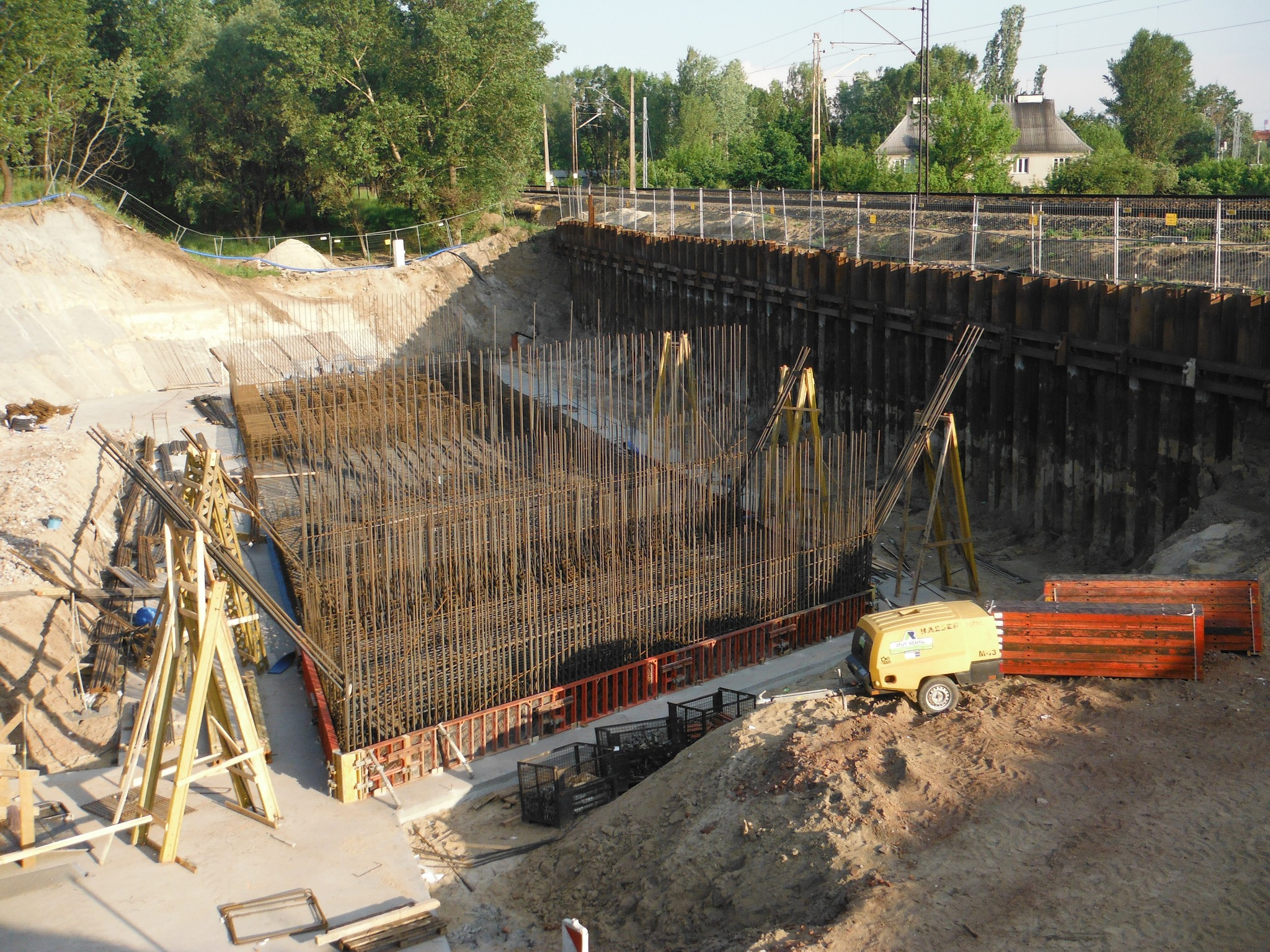
Budowa odcinka między ul. Kijowską i ul. Zabraniecką
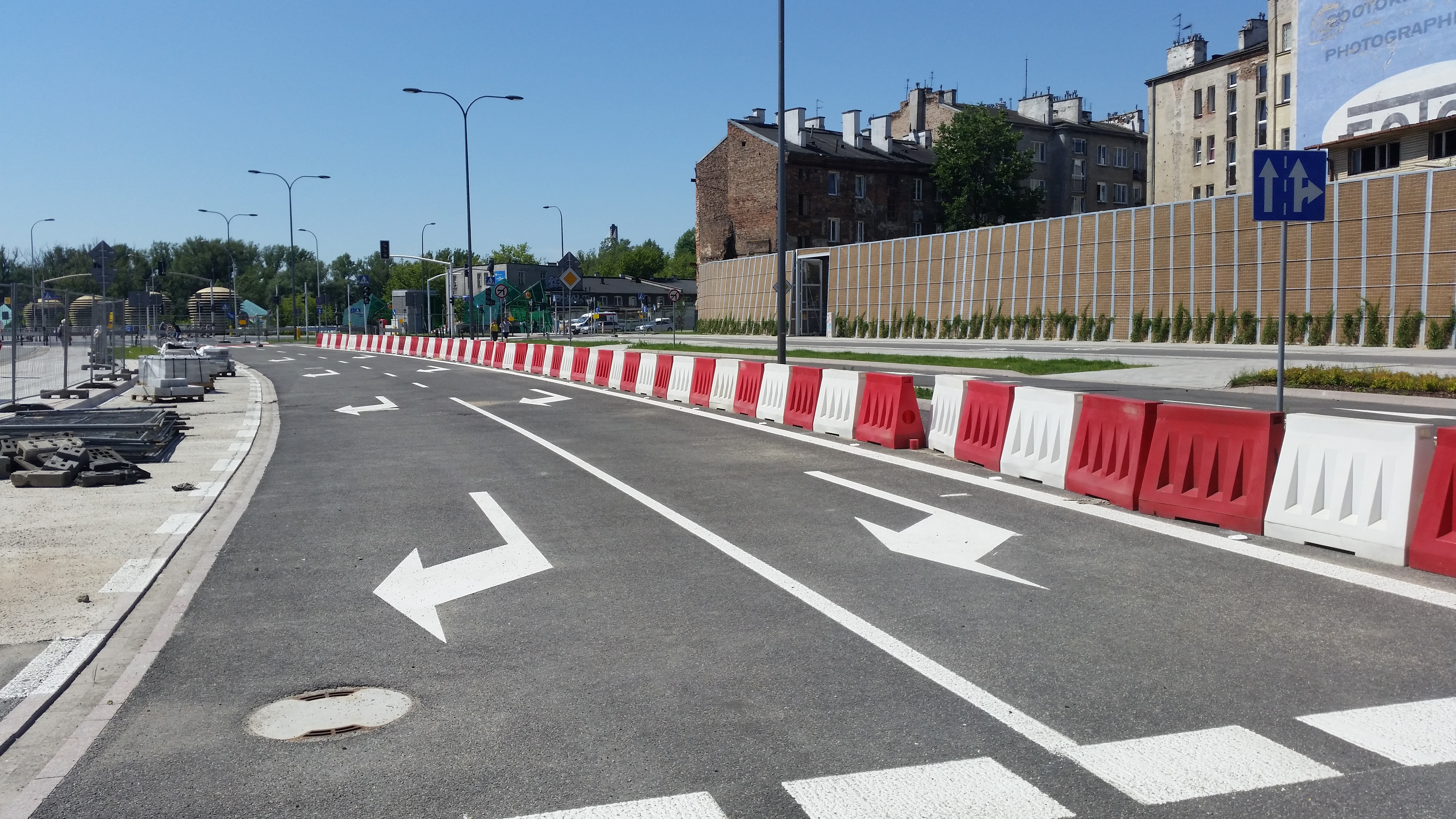
Odcinek między ul. Zamoyskiego i ul. Targową pozostawał długo zamknięty z powodu problemu z ekranami ziemnymi (widocznymi z prawej strony)